# Are You Ready for Love
Singles de Elton John
Return to Paradise
(1979) Mama Can't Buy You Love
(1979)
Are You Ready for Love est une chanson d'Elton John enregistrée en 1977, été publiée pour la première fois au Royaume-Uni en 1979 sur l'EP The Thom Bell Sessions. Il a été écrit par Leroy Bell, Thom Bell et Casey James, et a été initialement produit à Philadelphie par Thom Bell.
En 2003, il a été remixé par Ashley Beedle et sorti en tant que single vinyle maxi 45 tours le 25 août 2003. Il se classe directement en première place des charts au Royaume-Uni lors de sa première semaine de présence après l'avoir interprété dans une publicité télévisée faisant la promotion de la nouvelle saison de football 2003-2004 pour Sky Sports, devenant le cinquième numéro un de John au Royaume-Uni.

## Classements hebdomadaires
| Classements (1979)             | Meilleure place |
| ------------------------------ | --------------- |
| Royaume-Uni (UK Singles Chart) | 42              |

| Classements (2003)                          | Meilleure place |
| ------------------------------------------- | --------------- |
| Autriche (Ö3 Austria Top 40)                | 49              |
| Belgique (Flandre Ultratip Bubbling Under)  | 4               |
| Belgique (Wallonie Ultratip Bubbling Under) | 10              |
| Danemark (Tracklisten)                      | 13              |
| France (SNEP)                               | 60              |
| Royaume-Uni (UK Singles Chart)              | 1               |
| Suisse (Schweizer Hitparade)                | 78              |